# سید صادق حسینی
سید صادق حسینی (زادهٔ ۱۳۴۲) سرتیپ سپاه پاسداران انقلاب اسلامی است، که هم‌اکنون فرماندهی سپاه امیرالمؤمنین ایلام را برعهده دارد.
وی فعالیت نظامی را از سال ۱۳۶۰ در نیروی زمینی سپاه پاسداران آغاز کرد و در خلال جنگ ایران و عراق فرمانده گردان ۵۰۵ از تیپ ۱۱ امیرالمؤمنین بود و در عملیات‌های فتح‌المبین، محرم، والفجر ۳، کربلای ۱، کربلای ۴، کربلای ۵، نصر ۵، نصر ۷، نصر ۸ شرکت داشت و ۳ بار نیز در جبهه‌های شلمچه، حلبچه و غرب سردشت مجروح شد.
حسینی پس از جنگ، در فاصله سال‌های ۱۳۶۷ تا ۱۳۸۷ در جایگاه‌هایی چون؛ جانشین تیپ ۱۱ امیرالمؤمنین، فرمانده پایگاه آبدانان، فرمانده تیپ ۱۱ امیرالمؤمنین و فرمانده تیپ ۳۲ انصارالحسین فعالیت نمود. وی از سال ۱۳۸۷ تا ۱۳۹۷ فرماندهی سپاه امیرالمؤمنین ایلام را برعهده داشت، از ۱۳۹۷ تا ۱۳۹۸ به‌عنوان معاون اجرایی فرمانده کل سپاه در قرارگاه امام حسین فعالیت می‌کرد و از ۱۳۹۸ تا ۱۴۰۲ فرماندهی سپاه بیت‌المقدس کردستان را برعهده داشت.
او از ۱۴۰۲ تا ۱۴۰۳ مشاور فرمانده کل سپاه پاسداران بود و از خردادماه ۱۴۰۳ فرمانده سپاه امیرالمؤمنین ایلام است. حسینی در اسفندماه ۱۴۰۲ درجه سرتیپی دریافت کرد.